# Wyspy Dziewicze Stanów Zjednoczonych na Letnich Igrzyskach Olimpijskich 2012
Wyspy Dziewicze Stanów Zjednoczonych na XXX Letnich Igrzyskach Olimpijskich w Londynie reprezentowało 7 sportowców - 4 mężczyzn i 3 kobiety.
Był to jedenasty start Wysp Dziewiczych Stanów Zjednoczonych na letnich igrzyskach olimpijskich.

## Reprezentanci

### Lekkoatletyka
Mężczyźni
| Zawodnik      | Konkurencja | Eliminacje | Eliminacje | Ćwierćfinał | Ćwierćfinał | Półfinał | Półfinał | Finał | Finał   |
| Zawodnik      | Konkurencja | Wynik      | Miejsce    | Wynik       | Miejsce     | Wynik    | Miejsce  | Wynik | Miejsce |
| ------------- | ----------- | ---------- | ---------- | ----------- | ----------- | -------- | -------- | ----- | ------- |
| Tabarie Henry | 400 m       | 45,43      | 4.         |             |             | 45,19    | 6.       | NQ    | NQ      |

| Zawodnik       | Konkurencja | Kwalifikacje | Kwalifikacje | Finał | Finał   |
| Zawodnik       | Konkurencja | Wynik        | Miejsce      | Wynik | Miejsce |
| -------------- | ----------- | ------------ | ------------ | ----- | ------- |
| Muhammad Halim | Trójskok    | 16,39        | 18.          | NQ    | NQ      |

Kobiety
| Zawodnik               | Konkurencja | Eliminacje | Eliminacje | Ćwierćfinał | Ćwierćfinał | Półfinał | Półfinał | Finał | Finał   |
| Zawodnik               | Konkurencja | Wynik      | Miejsce    | Wynik       | Miejsce     | Wynik    | Miejsce  | Wynik | Miejsce |
| ---------------------- | ----------- | ---------- | ---------- | ----------- | ----------- | -------- | -------- | ----- | ------- |
| Laverne Jones-Ferrette | 100 m       | 11,07      | 2.         |             |             | 11,22    | 4.       | NQ    | NQ      |
| Laverne Jones-Ferrette | 200 m       | 22,64      | 2.         | —           | —           | 22,62    | 4.       | NQ    | NQ      |
| Allison Peter          | 100 m       | 11,41      | 7.         | —           | —           | NQ       | NQ       | NQ    | NQ      |
| Allison Peter          | 200 m       | 23,00      | 4.         | —           | —           | 23,35    | 8.       | NQ    | NQ      |

### Pływanie
Mężczyźni
| Zawodnik           | Konkurencja    | Eliminacje | Eliminacje | Półfinał | Półfinał | Finał | Finał   |
| Zawodnik           | Konkurencja    | Czas       | Miejsce    | Czas     | Miejsce  | Czas  | Miejsce |
| ------------------ | -------------- | ---------- | ---------- | -------- | -------- | ----- | ------- |
| Branden Whitehurst | 100 m dowolnym | 51,04      | 36.        | NQ       | NQ       | NQ    | NQ      |

### Żeglarstwo
Mężczyźni
| Zawodnik    | Konkurencja | Wyścig | Wyścig | Wyścig | Wyścig | Wyścig | Wyścig | Wyścig | Wyścig | Wyścig | Wyścig | Wyścig | Punkty | Finałowa pozycja |
| Zawodnik    | Konkurencja | 1      | 2      | 3      | 4      | 5      | 6      | 7      | 8      | 9      | 10     | M*     | Punkty | Finałowa pozycja |
| ----------- | ----------- | ------ | ------ | ------ | ------ | ------ | ------ | ------ | ------ | ------ | ------ | ------ | ------ | ---------------- |
| Cy Thompson | Laser       | 24.    | 22.    | 32.    | 23.    | 17.    | 21.    | 16.    | 26.    | 36.    | 22.    | EL     | 203    | 25.              |

Kobiety
| Zawodnik      | Konkurencja  | Wyścig | Wyścig | Wyścig | Wyścig | Wyścig | Wyścig | Wyścig | Wyścig | Wyścig | Wyścig | Wyścig | Punkty | Finałowa pozycja |
| Zawodnik      | Konkurencja  | 1      | 2      | 3      | 4      | 5      | 6      | 7      | 8      | 9      | 10     | M*     | Punkty | Finałowa pozycja |
| ------------- | ------------ | ------ | ------ | ------ | ------ | ------ | ------ | ------ | ------ | ------ | ------ | ------ | ------ | ---------------- |
| Mayumi Roller | Laser Radial | 40.    | 41.    | 40.    | 41.    | 41.    | 22.    | 35.    | 40.    | 35.    | 41.    | EL     | 335    | 40.              |